# Национальный исторический музей Кыргызской Республики
Национальный исторический музей Кыргызской Республики — музей, расположенный в Бишкеке, столице Кыргызстана. Один из крупнейших в Средней Азии.

## Описание
Музей основан 9 декабря 1925 года как первое научное учреждение Кыргызстана. Расположен недалеко от дома правительства на площади Ала-Тоо. 5 марта 1927 года открыта первая экспозиция. Изначально назывался Центральным, в 1933 году переименован в музей краеведения. В 1943 году краеведческий музей разделили на музей Природы и Исторический музей. В 1946 году музей природы преобразовали в Зоологический музей и передали Биолого-почвенного института НАН Киргизии. Название Государственный исторический музей присвоено в 1954 году. В 60-х годах переходит в здание, построенное в 1928 году.
Площадь музея 8 тыс. м2, количество предметов основного фонда — 44 тыс. Общее число экспонатов — 90 тыс.
Выставлены экспонаты, рассказывающие о первобытно-общинном (начиная с каменного века), рабовладельческом и феодальном строе до наших дней, а также экспонаты кочевых народов, об их земледелии и ремёслах и возникновении городов.
Особый интерес вызывают экспозиции, относящиеся к великому переселению народов, коллекции женских украшений XIX—XX веков и этнографии киргизского народа.
Большая часть посвящена темам «Киргизия в составе России», Октябрьской революции в Киргизии, советскому периоду (в особенности личности Ленина), годам Отечественной войны.
Многие коллекции включены в состав всемирного культурного наследия.
Архитектура старого здания улавливает кочевой колорит — характерной формы венчающий купол, стрельчатые окна, декор.

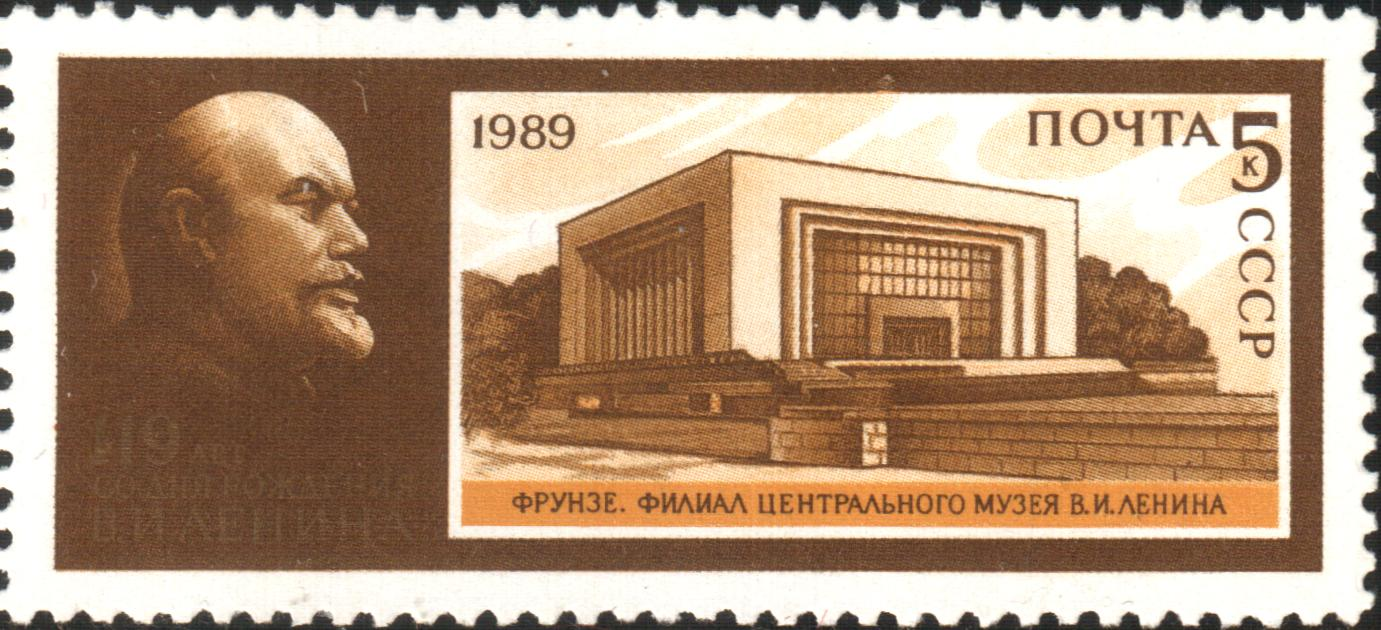
Филиал Центрального музея В. И. Ленина во Фрунзе (СССР, 1989, художник И. Мартынов)

Современное здание, где сейчас расположен музей, было построено для размещения Филиала музея имени В. И. Ленина в 1984 году к 60-летию ЦК КП Киргизии по проекту коллектива института «Киргизгипрострой» по проекту группы архитекторов: С. Абышева, Р. Асылбекова, А. Кудели, В. Иванова и М. Сатыбалдиева.
Культурный объект был закрыт на ремонт в 2016 году. С тех пор его открытие откладывалось несколько раз, и только 20 ноября 2021 года он снова открылся.

## Часы работы
Вторник — воскресенье. С 9 до 18 летом и с 10 до 17 зимой. Телефон: +996(312)62-60-90